# Lijst van regeringszetels die geen hoofdstad zijn
Voor de meeste landen is de regeringszetel dezelfde stad als de hoofdstad. Voor een klein aantal landen is dat echter niet het geval:
- Benin: regeringszetel Cotonou, hoofdstad is Porto-Novo
- Bolivia: regeringszetel La Paz, hoofdstad is Sucre
- Nederland: regeringszetel Den Haag, de hoofdstad van Nederland is Amsterdam
- Tanzania: regeringszetel Dar es Salaam, hoofdstad is Dodoma

Landen zonder hoofdstad
- Monaco: regeringszetel Monaco-Ville
- Nauru: regeringszetel Yaren
- Zwitserland: regeringszetel (bondsstad) Bern
- Vaticaanstad, stadstaat zonder verdere verdeling
- Singapore, stadstaat zonder verdere bestuurlijke verdeling

Landen waar de hoofdstedelijke functies verdeeld zijn
- Chili: regering in hoofdstad Santiago, parlement in Valparaíso
- Duitsland: 
  - Parlement en regering in hoofdstad Berlijn
  - Bundesverfassungsgericht en Bundesgerichtshof in Karlsruhe
  - Bundesarchiv in Koblenz
  - een aantal ministeries in Bonn, de voormalige regeringszetel van de Bondsrepubliek (tot 1999)
- Filipijnen: regering in hoofdstad Manilla, parlement in Quezon City en Pasay City
- Israël: regeringszetel, de facto en de jure hoofdstad is Jeruzalem, door verschillende landen en de Verenigde Naties wordt Tel Aviv als hoofdstad aangeduid, en de meeste ambassades zijn in die stad gevestigd
- Maleisië: parlement in hoofdstad Kuala Lumpur, regering in Putrajaya
- Sri Lanka: parlement in hoofdstad Sri Jayewardenapura Kotte, regering in Colombo
- Tsjechië: parlement en regering in hoofdstad Praag, het hooggerechtshof in Brno
- Zuid-Afrika: parlement in Kaapstad; regering in Pretoria, het hooggerechtshof in Bloemfontein, alle gelden als officiële hoofdsteden